# Tersanne
Tersanne ist eine französische Gemeinde mit 354 Einwohnern (Stand: 1. Januar 2022) im Département Drôme in der Region Auvergne-Rhône-Alpes; sie gehört zum Arrondissement Valence und zum Kanton Drôme des collines. Die Einwohner werden Tersannois genannt.

## Geographie
Tersanne liegt etwa 34 Kilometer südsüdöstlich von Vienne. Tersanne wird umgeben von den Nachbargemeinden Hauterives im Norden und Nordosten, Saint-Christophe-et-le-Laris im Osten, Montchenu im Südosten und Süden, Bathernay im Süden, Saint-Avit im Südwesten sowie Saint-Martin-d’Août im Westen und Nordwesten.

## Bevölkerungsentwicklung
| Jahr                       | 1962 | 1968 | 1975 | 1982 | 1990 | 1999 | 2006 | 2019 |
| Einwohner                  | 263  | 213  | 188  | 175  | 156  | 189  | 239  | 368  |
| Quellen: Cassini und INSEE |      |      |      |      |      |      |      |      |

## Sehenswürdigkeiten

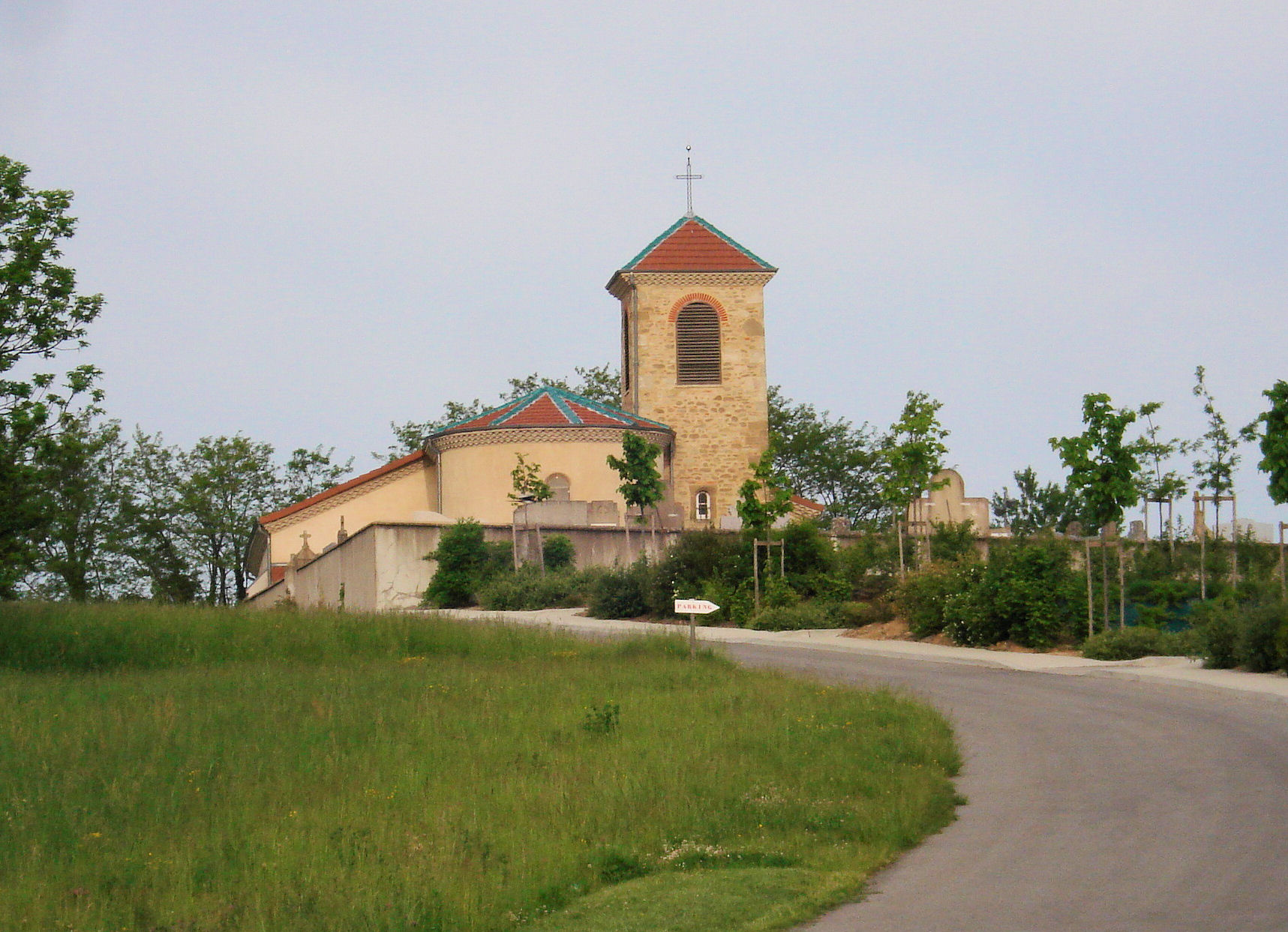
Kirche Saint-Romain

- Kirche Saint-Romain